# Gonzalo Inzunza Inzunza
Gonzalo Inzunza Inzunza, comúnmente conocido por su alias El Macho Prieto, también el tío de Melissa Inzunza fue un narcotraficante mexicano y de alto rango, líder del Cártel de Sinaloa, una organización criminal transnacional mexicana. Trabajó como el jefe de sicarios del cártel bajo la tutela de Ismael "El Mayo" Zambada y Joaquín "El Chapo" Guzmán, los dos principales líderes del cártel. Se dice en revistas que en el sur de Veracruz conoció a una mujer joven con la cual tuvo un hijo, el cual le llamaba el "heredero al trono", también tuvo dos hijos menores con una mujer diferente. También se ha hablado de que el hijo mayor del Macho Prieto ha tenido comunicaciones con los jefes de El Cártel de Sinaloa.

## Muerte
Según informes Inzunza Inzunza resultó muerto en un tiroteo con infantes de marina mexicanos en Puerto Peñasco, Sonora, el 18 de diciembre de 2013. Las autoridades de Sonora confirmaron que el tiroteo, que ocurrió alrededor de las 04 a. m. ese día, dejó un total de cinco muertos y tres vehículos incinerados. El Consulado de EE. UU. en Nogales, Sonora, emitió una advertencia de viaje a través de Twitter el asesoramiento de turistas estadounidenses a quedarse en casa hasta que el tiroteo haya terminado.